# Louis Joseph Gantois
Pour les articles homonymes, voir Gantois (homonymie).
Louis Joseph Gantois, né le 16 février 1787 à Mons et mort le 4 janvier 1864 à Bruxelles, est un militaire belge, aide de camp du roi Guillaume II des Pays-Bas.

## Biographie

### Famille
Louis Joseph Gantois est le fils d'Hubert Joseph Gantois, négociant, huissier et membre de l’administration, conseiller municipal de Mons, et de Jeanne Joseph Gossart. Sa sœur est la mère des généraux Omer, Jules et Narcisse Ablay. Il est le cousin germain du général Adolphe Félix Gantois (1801-1880), d'Édouard Gantois et de Narcisse Gantois, épouse du ministre Auguste Duvivier. Adèle Lelong, la petite-fille de son frère Joseph, épousera le ministre Alphonse Harmignie.

### Carrière
Il entre au service de l'Empire français comme vélite, aux chasseurs à cheval de la Garde impériale, le 17 mars 1806. Il fait les campagnes de Prusse de 1806 et 1807, et est blessé de deux coups de feu dans le bras gauche à la bataille d'Eylau. Nommé sous-lieutenant au 14e dragons le 12 février 1809, il participe aux campagnes d'Espagne de 1808 et 1809 et est à nouveau blessé, d'un coup de sabre, au combat de Benavente. Puis il participe à la campagne d'Allemagne de 1809, et à celles de 1810 et 1811 en Espagne et au Portugal. Il est promu au grade de lieutenant le 2 mars 1811 et de capitaine le 1er décembre 1813. Il participe aux campagnes d'Espagne de 1812 et 1813 et à la campagne de France en 1814.
Il quitte le service de la France, admission honorable, le 10 mars 1815, et est admis au service du royaume uni des Pays-Bas, le 25 du même mois, comme capitaine au régiment de cuirassiers. Il est décoré de la Légion d'honneur. 
En 1818, Gantois, alors en poste à Bruges, il se bat en duel à l'épée avec A. Mathys, un marchand brugeois.
Nommé capitaine de 1re classe à la formation du régiment de lanciers le 19 février 1819. Major le 16 avril 1830. Le 23 septembre 1830, étant à l'avant garde entrant à Bruxelles, il est blessé d'une balle dans la poitrine, sur la croix d'honneur[Quoi ?], et a le bras gauche cassé. Restant fidèle au roi des Pays-Bas, il fait les campagnes de 1830-1831 et de 1832 à 1834. Il est promu lieutenant-colonel le 17 avril 1835, commandant le 1er régiment de lanciers le 22 octobre 1836 et colonel le 28 novembre 1840. 
Il devient aide de camp du roi Guillaume II des Pays-Bas le 8 octobre 1840.
Pensionné du roi le 26 octobre 1843.

## Sources
- (nl) P.C. Molhuysen & P.J. Blok, Nieuw Nederlandsch Biografisch Woordenboek, Leiden 1911.
- "Gantois (Louis Joseph) : Eene biographie", in: Militaire Spectator (nl) 1864, 55;
- R. Boijen, Inventaris van het archieffonds "Franse periode, 1792-1814/1815", 1981
- "Gantois, Louis Joseph (1787-1864)", in: Ignaz Matthey, Galerij van Nederlandse en op Nederlands grondgebied verblijvende buitenlandse duellisten, uitdagers en duelweigeraars, 2020